# Wojciech Szatkowski
Wojciech Szatkowski (ur. 1966 w Zakopanem) – polski historyk sportu.

## Życiorys

### Pochodzenie
Jego matka Maria Gąsienica Daniel-Szatkowska była narciarką alpejską, dwukrotną olimpijką, a dziadek – Henryk Szatkowski – legionistą, piłsudczykiem, działaczem sanacyjnym (BBWR i OZN), a podczas II wojny światowej volksdeutschem i jednym z przywódców Goralenvolk.

### Działalność naukowa i popularnonaukowa
Ukończył studia na Wydziale Historycznym Uniwersytetu Jagiellońskiego. Podjął pracę w Dziale Edukacji, Promocji i Kontaktów Międzynarodowych Muzeum Tatrzańskiego im. dr. Tytusa Chałubińskiego w Zakopanem. Obecnie pracuje w Dziale Edukacji Muzeum. Poza publikacjami książkowymi dotyczącymi sportu pisał również artykuły do „Tygodnika Podhalańskiego”, „Dziennika Polskiego”, „Sportowego Stylu” oraz na portalach internetowych dotyczących tematyki sportowej. Wraz z Maciejem Stasińskim prowadził w Radiu Alex audycję Wokół Muzeum Tatrzańskiego... i nart poświęconą polskim narciarzom-olimpijczykom.

## Publikacje
- Pionierzy narciarstwa w Tatrach Polskich, Zakopane 1994, brak ISBN
- Stanisław Marusarz – król nart, 1999, ISBN 83-902302-9-1
- Mistrzowie śnieżnych tras. 50 lat WKS Zakopane, 2000
- Multimedialna encyklopedia skoków narciarskich, współautorstwo, 2002
- Od Marusarza do Małysza: polscy skoczkowie 1924–2002, 2003, ISBN 83-86505-76-1
- 150000 kilometrów narciarskiej przygody Józefa Łuszczka, 2004 ISBN 83-86505-89-3
- Od Marusarza do Małysza: polscy skoczkowie (1924–2003), Zakopane 2004, wydanie II, poprawione i rozszerzone, ISBN 83-86505-83-4
- Mariusz Zaruski – człowiek dwóch żywiołów: katalog wystawy muzealnej zorganizowanej z okazji 65 rocznicy śmierci i 140 rocznicy urodzin Mariusza Zaruskiego, współautorstwo, 2006, ISBN 83-89568-14-4
- A tarcze znikały w mroku..., Tadeusz Jankowski, wstępem opatrzył Wojciech Szatkowski, 2006, ISBN 83-60117-21-7
- Akademicki Związek Sportowy w Zakopanem 1949–2009, współautorstwo, 2010, ISBN 978-83-60117-99-6
- Tatry – przewodnik skiturowy, 2010.
- Skitouring w Tatrach Polskich, wyd. PTTK, 2011.
- Tatry na nartach, wyd. TPN, 2014.
- Magia nart, z Beatą Słamą, wyd. TPN i Muzeum Tatrzańskie, 2016,
- Polskie góry na nartach 01, z Romanem Szubrychtem i Waldemarem Czado, Kraków 2017
- 100 lat Tatrzańskiego Związku Narciarskiego, Zakopane 2019
- 100 lat PZN, praca zbiorowa, Kraków 2022
- Goralenvolk. Historia zdrady, 2012 – za tę książkę otrzymał nagrodę historyczną tygodnika „Polityka” w 2012[2]
- Józef Oppenheim, przyjaciel Tatr i ludzi, 2021, ISBN 978-83-7565-692-3, II wydanie, 2024.
- Narciarstwo Wolności, 2023.
- Goralenvolk. Historia zdrady, II wydanie, 2024, rozszerzone.